# Homer the Father
«Homer the Father» (рус. Гомер-отец) — двенадцатый эпизод двадцать второго сезона мультсериала «Симпсоны».

## Сюжет
Гомер становится одержимым семейным ситкомом 1980-х годов под названием «Семья крепче дуба (в других дубляжах называется по-другому)» и начинает действовать как отец сериала. Он отказывается давать Барту на мини-велосипед, потому что Барт никогда бы не научился ценить вещи, если они приходят к нему слишком легко. Но оказалось, этот велосипед уникальный и Барт ни на чем не остановится, чтобы его заполучить, так как детство хранит многие тайны даже для цивилизации.
Затем Барт понимает, что мог продавать секреты о Спрингфилдской АЭС другим странам. Он соглашается продать их Китаю в обмен на мини-байк (Китай откликнулся больше всех, а другие опоздали). Чтобы получить доступ к компьютерной системе атомной электростанции, Барт начинает выполнять типичные действия отца и сына с Гомером, что в конечном итоге приводит к тому, что Гомер приводит Барта на работу. Когда Гомер засыпает, Барт обходит завод, загружая информацию на USB-накопитель.
После того, как Барт оставляет флешку с загруженными данными в зоопарке и берет велосипед, Гомер говорит ему, что купил ему мини-байк за то, что он был таким хорошим ребенком. Барт, чувствуя себя виноватым из-за того, что предал свою страну (он представляет как это произойдет, несмотря на то, что он станет самым лучшем изгоем в стране, что даже животные будут злиться на него всю жизнь) и своего отца, бросается обратно в зоопарк, пытаясь вернуть флэш-накопитель. Там он встречает китайских агентов, которые угрожают убить его, если он откажется сотрудничать. Гомер вступает в дело и предлагает себя на место Барта, так как у него целая жизнь ядерного опыта. В Китае он руководит строительством атомной электростанции, которая взрывается сразу после торжественной церемонии открытия. Вернувшись в дом, Барт говорит Гомеру, как сильно он его ценит и что у них «лучшая связь»: сидеть перед телевизором, не глядя в глаза.

## Культурные отсылки
- Гомер, стоящий перед такси и не дающий им проехать — отсылка к неизвестному бунтарю, стоящему перед танками в знак протеста против китайской политики.